# Video Genie
Video Genie ime je za porodicu kućnih računala koje je proizvodila hongkongška tvrtka EACA tokom ranih 1980-tih godina. Ova porodica računala bila je kompatibilna s računalom Tandy TRS-80 Model I, i može se smatrati klonom, iako postoje različitosti u sklopovlju i softwareu.

## Inačice
- Video Genie System (EG3003 - prva inačica, ranom/sredinom 1980)
- Video Genie System (EG3003 - druga inačica, kasna 1980)
- Genie I (EG3003 - treća inačica, kasna 1981)
- Genie II (EG3008 - kasna 1981)
- Genie III (EG3200 - sredina 1982) - poslovno račinalo kompatibilno s CP/M

Video Genie u drugim zemljama:
- Australija - Dick Smith System 80 MK I (EG3003) i System 80 MK II (EG3008)
- SAD - PMC-80 i PMC-81
- Južna Afrika - TRZ-80

## Tehnička svojstva
Sklopovlje
- Mikroprocesor
  - Zilog Z80
  - Takt: 1.75 Mhz
- Video
  - Modovi
    - Tekstualni mod: 64x16/32x16 znakova, monokromna
    - Grafički mod  : 128x48 točaka, kockasta grafika, monokromna
- RAM
  - 16 KB, proširivo na 32 KB
- ROM
  - 12 KB koje je sadržavalo operacijski sustav skupa s Microsoft LEVEL II BASIC
- Ulazno/Izlazne jedinice
  - Kompozitni video
  - TV modulator
  - Ugrađeni kasetofon 500 bauda